# يونكرز يو 488
يونكرز يو 488 مقترح لتصميم قاذفة قنابل استراتيجية ألمانية ثقيلة بأربعة محركات قيد التطوير في الحرب العالمية الثانية. كانت تعتمد على سلسلة يونكرز يو 188 ذات المحركين ولكن مع محركات إضافية مثبتة في قسم داخلي جديد من الجناح. بدأ نموذج أولي واحد ولكن لم ينته أبدًا منه.

## التصميم والتطوير
تصور يونكرز طائرة يو 488 في عام 1943 على أنها طائرة قاذفة ثقيلة بعيدة المدى حتى تتمكن فوك وولف تا 400 من الدخول إلى الخدمة. سيعيد معظم تصميمها استخدام التجميعات الفرعية من سلسلة 'يو 88 ذات المحرك المزدوج الحالية، يو 188 ويو 288 ويو 388. 

### قائمة المراجع
- مهرة ، براين. (1991) Junkers Ju 88 في العمل ، الجزء 2 . كارولتون ، تكساس: Squadron / Signal Publications، Inc.
- جرين ويليام. (1968) طائرات الحرب في الحرب العالمية الثانية: المجلد العاشر قاذفات وطائرات الاستطلاع . لندن: ماكدونالد.
- جرين ويليام. (1970) الطائرات الحربية للرايخ الثالث . لندن: ماكدونالدز وجين. الصفحات 520-522.
- شارب ، دان. (2016) Luftwaffe: قاذفات سرية للرايخ الثالث ، مورتونز. الصفحات 90-93.
- سميث ، جيه آر وكاي ، أنتوني. (1972) الطائرات الألمانية في الحرب العالمية الثانية . لندن: شركة بوتنام وشركاه المحدودة (ردمك 0-370-00024-2) .

## روابط خارجية
- لوفت 46 - يونكرز جو 488